# Sibrita
Sibrita (en grec: Σύβριτα) és el nom d'una antiga ciutat de Creta, a Grècia.

## Ubicació
Les restes es localitzen a l'entorn d'un pujol anomenat Cèfala, a prop de l'actual Thronos. En l'acròpoli de la muntanya Cèfala s'han trobat restes del segle XII ae, passant per l'Edat Fosca fins a l'època arcaica inicial, així com de l'època romana. Sembla que l'absència de restes dels períodes arcaic tardà, clàssic i hel·lenístic al turó es deu al fet que la ciutat es va traslladar a l'àrea circumdant. El seu port es trobava al Golf de Mesara, al costat de la desembocadura d'un riu, on es troba el poble d'Hagia Galini.